# Ethnonymie
 (mars 2009).
Si vous disposez d'ouvrages ou d'articles de référence ou si vous connaissez des sites web de qualité traitant du thème abordé ici, merci de compléter l'article en donnant les références utiles à sa vérifiabilité et en les liant à la section « Notes et références ».
L'ethnonymie est l'étude des noms de peuples ou l'étude des ethnonymes, les noms appliqués à un groupe ethnique.

## Domaine d'étude
Selon certains, l'ethnonymie inclut l'étude des gentilés, c'est-à-dire des noms des habitants de régions et de lieux déterminés. On tend ainsi à spécialiser :
- l'étude des gentilé au sens de « nom d'habitants » renvoyant à un périmètre, un territoire (pays, province, région, ville…) : les Belges, les Québécois, les Arabes, Pakistanais et Afghans ou les Parisiens par exemple ;
- l'étude des ethnonymes au sens du grec ethnos, « peuple », renvoyant à la notion, dont la définition est très discutée, d'ethnie : les Roms par exemple, les Bretons ou les Corses, ou encore les Sarrasins (utilisé comme ethnonyme très abusivement car il désignait tous les peuples de confession musulmane sans distinction).

Les ethnonymes sont surtout utilisés pour désigner les habitants d'un périmètre lorsque ceux-ci sont linguistiquement et culturellement distincts les uns des autres (exemple : Pachtounes, Tadjiks ou Hazaras d'Afghanistan).

## Difficultés
Toutefois la démarche de recherche ethnonymique doit tenir compte de la polysémie de certains noms et de la polyonymie de certains groupes :
- selon Marcel Courthiade[1], les Roms en tant qu’ensemble n’ont ni langue commune — car les nombreuses variétés de Romani ne sont parlées que par une partie d'entre eux, ni dénomination commune — les noms de « Bohémiens », « Gitans », « Manouches », « Romanichels », « Sintis », « Tziganes » et bien d’autres étant employés, et ceux qui les revendiquent ne se reconnaissant pas tous comme Roms, ni religion commune — puisqu’ils partagent généralement la religion des populations environnantes, ni traditions communes — leurs occupations étant aussi diverses que celles des populations non-Roms, ni même des origines communes - car si tous les auteurs s’accordent à reconnaître que le romani est une langue provenant de l’Inde, les Roms européens, eux, se sont mélangés avec toutes les populations au milieu desquelles ils ont évolué, comme en témoigne la variété de leurs phénotypes. En fin de compte, « être rom » est avant tout une revendication, et aussi parfois une étiquette : il existe des pays où, pour que l’identité « Rom » soit prise en compte, il faut être en difficulté sociale, car si on a un emploi, un domicile fixe et des diplômes, on n’est plus comptabilisé comme « Rom » dans les statistiques[2] ;
- les Afro-Américains, groupe ethnique descendant des esclaves venant de l'Afrique subsaharienne, ont un problème similaire. C'est pour cela que les termes pour parler d'eux changent toujours. Il y a aussi l'ambiguïté si on parle du groupe ethnique spécifique ou de toutes les personnes afro-descendantes en États-Unis, y compris les immigrés récents. Le dernier est souvent appelé des Noirs américains, comme groupe « racial » panéthnique à la distinction du groupe ethnique, mais cela n'est pas universel. Mais ces deux terms sont souvent utilisés complètement à l'opposé. Certaines personnes utilisent afro-américain pour tout Noir en États-Unis ou même ailleurs comme un euphémisme, et certains afro-américains parlent plutôt de la « communauté noire » comme leur communauté ethnique ;
- à l’inverse, selon Jean-Pierre Chrétien, certaines ethnies tels les Hutus et les Tutsis habitant la région des Grands Lacs africains ont tout en commun et « […] ne se distinguent ni par la langue, ni par la culture, ni par l’histoire, ni par l’espace géographique occupé »[3] : en Europe, on parlerait plutôt de classes sociales, anciens agriculteurs d'un côté, anciens éleveurs de l'autre ;
- des noms comme Moldaves peuvent signifier des choses différentes :
  - en droit international, ce nom désigne tous les citoyens de la République de Moldavie, quelles que soient leurs origines et langues, et eux seuls,
  - en droit des États issus de l'ex-URSS (dont la République de Moldavie elle-même), ce nom désigne uniquement les habitants roumanophones citoyens de ces États, et eux seuls, considérés comme une ethnie différente des autres roumanophones (vivant hors de l'ex-URSS) ainsi qu'on peut le voir dans l'infobox de l'article anglais Moldovans et de l'article russe correspondant,
  - en histoire et géographie, ce nom désigne les habitants autochtones de l'ancienne Principauté de Moldavie (aujourd'hui simple région historique partagée entre trois États modernes : Moldavie, Roumanie et Ukraine), quel que soit l'État dont ils sont citoyens : dans ce sens historico-géographique, les Moldaves ne sont pas une ethnie mais font partie d'un groupe linguistique plus étendu : les roumanophones.

## Utilisation
C'est pourquoi les ethnonymistes séparent de plus en plus :
- le gentilé politique exprimant la citoyenneté (et appelé en droit français « nationalité ») ;
- les définitions linguistiques (caractérisées par le suffixe : « …phones » : glottonyme) ;
- les appellations ethno-historico-culturelles (appelées dans beaucoup de pays, notamment issus de l'ex-Yougoslavie ou de l'ex-URSS, « nationalités », par opposition à la citoyenneté).

Ainsi, on peut distinguer :
- les Français (ressortissants de la France : « gentilé ») des Francophones (locuteurs usuels de la langue française, quelle que soit leur citoyenneté : « glottonyme ») et par ailleurs des Picards, des Québécois, des Wallons, des Berrichons ou des Romands (« ethnonymes ») ;
- les Finlandais (ressortissants de la Finlande : « gentilé ») des Fennophones (locuteurs usuels des langues fenniques : « glottonyme ») et par ailleurs des Finnois au sens large (« ethnonyme ») ;
- les Thaïlandais (ressortissants de la Thaïlande) et les Thaïs (membre des populations de langues Thaï vivant en Chine, Vietnam, Laos, Thaïlande ou ailleurs : à la fois « glottonyme » et « ethnonyme ») ;
- les Boliviens, Péruviens ou autres (ressortissants de la Bolivie, du Pérou et des pays voisins) des Quechuaphones (locuteurs de cette langue : glottonyme) et des Quechuas (ethnonyme).

Certains noms de pays se sont construits à partir d'ethnonymes, puis des gentilés et des glottonymes se sont construits à partir des noms de ces pays :
- Hongrie à partir des Onoghoures → Hongrois (mais Magyar et Magyarok, en magyar) ;
- France à partir des Francs → Français.

Parfois le processus a intégré le suffixe « land » ou « stan » (« pays ») :
- Finnois → Finlande (mais Suomi en finnois) → Finlandais ;
- Thaïs → Thaïlande → Thaïlandais ;
- Turkmènes → Turkménistan → Turkménistanais ;
- Tadjiks → Tadjikistan → Tadjikistanais.

Toutefois le langage courant confond fréquemment les gentilés, les glottonymes et les ethnonymes : « Turcs », par exemple, désigne souvent à la fois les ressortissants de la Turquie, les locuteurs des langues turques que l'on devrait appeler « turcophones » et les peuples turcs au sens large.
Enfin on observe une construction atypique dans le cas du Pakistan, néologisme du milieu du XXe siècle, signifiant « pays des purs » (de l’ourdou : « pâk » signifiant « pur » et « stân » signifiant « pays », avec un « i » de liaison). Mais c’est aussi un acronyme, relaté dans le pamphlet de Choudhary Rahmat Ali Now or Never (« Maintenant ou jamais »), formé avec le nom des provinces du pays : le Pandjab, l’Afghania (actuelle province de Khyber Pakhtunkhwa), le Kashmir, l’Indus-Sind et le Baloutchistan, donnant ainsi une étymologie populaire et néanmoins hasardeuse, puisque le « Bengale oriental », appelé par la suite « Pakistan oriental » (futur Bangladesh) n’y est pas mentionné alors qu’il représentait plus de la moitié de la population du futur État lors de son indépendance en 1947.

## Ethnonymie et histoire
Les sources (documents texte) les plus anciennes disponibles, pour l'Europe et les pays autour de la mer Méditerranée, sont les écrits d'auteurs antiques en grec ou latin, tels Strabon et Pline l'Ancien, ou Jules César chroniqueur de sa propre Guerre des Gaules. Ces auteurs indiquent dans leurs textes les noms de nombreux lieux et peuples présents, il y a près de 2000 ans, dans les contrées décrites.
Depuis le XIXe siècle au moins, les travaux d'historiens ou d'érudits ont entrepris de croiser ces données avec celles de la toponymie et la géographie actuelles, pour étudier les relations entre la toponymie et l'histoire du peuplement ; en particulier, localiser au mieux ces peuples décrits dans les textes antiques, avec l'aide aussi de la géographie (montagnes, fleuves et rivières, etc.).
Non sans désaccords, encore de nos jours. Les informations apportées par l'archéologie sont souvent importantes pour progresser.

## Inflexion en français
Dans la littérature scientifique francophone, les ethnonymes ne prennent pas la marque du féminin et du pluriel, sauf s'ils sont francisés (un Toucouleur, une Toucouleure et les Toucouleurs, mais un Aché, une Aché et les Aché). En toute rigueur, ils devraient suivre la norme de langue d'origine(pour l'ethnonyme arabe : un Targui, une Targuia, des Touareg ; un des endonymes en langue tamajeq étant : un Amajagh, une Amajagh (?), des Imuhagh).
Dans le grand public, les ethnonymes sont en revanche systématiquement infléchis, et c'est la règle en vigueur dans Wikipedia.